# Rhynchosia totta
Rhynchosia totta là một loài thực vật có hoa trong họ Đậu. Loài này được (Thunb.) DC. miêu tả khoa học đầu tiên.